# МКС-65
МКС-65 — шістдесят п'ятий довготривалий екіпаж Міжнародної космічної станції. Його робота розпочалась 17 квітня 2021 з моменту відстиковки від станції корабля Союз МС-17 та завершилась 17 жовтня 2021 року з моменту відстиковки корабля Союз МС-17. Експедиція тривала 184 дні. Вона складалась з декількох етапів — спочатку на станції працювали екіпажі кораблів SpaceX Crew-1 та Союз МС-18, потім до них приєдналися космонавти на SpaceX Crew-2 та Союз МС-19.

## Екіпаж
65-та експедиція з початку складалась з 7 космонавтів — екіпажів кораблів SpaceX Crew-1 та Союз МС-18, які працювали у складі МКС-64. 24 квітня до них приєдналися ще 4 космонавти на кораблі SpaceX Crew-2. 2 травня екіпаж SpaceX Crew-1 повернувся на Землю та у складі 65-ї експедиції знову стало 7 космонавтів. 5 жовтня до МКС прибуло троє осіб кораблем Союз МС-19 та на станції стало 10 осіб.
| Командир                         | Шеннон Вокер, НАСА Другий політ        | Шеннон Вокер, НАСА Другий політ          |                                          |                                                     |                                                     |                                                     |
| Бортінженер 1                    | Майкл Гопкінс, НАСА Другий політ       | Майкл Гопкінс, НАСА Другий політ         |                                          |                                                     |                                                     |                                                     |
| Бортінженер 2                    | Віктор Гловер, НАСА Перший політ       | Віктор Гловер, НАСА Перший політ         |                                          |                                                     |                                                     |                                                     |
| Бортінженер 3                    | Ногуті Соїті, JAXA Третій політ        | Ногуті Соїті, JAXA Третій політ          |                                          |                                                     |                                                     |                                                     |
| Бортінженер 4                    | Олег Новицький, Роскосмос Третій політ | Олег Новицький, Роскосмос Третій політ   | Олег Новицький, Роскосмос Третій політ   | Олег Новицький, Роскосмос Третій політ              |                                                     |                                                     |
| Бортінженер 5                    | Петро Дубров, Роскосмос Перший політ   | Петро Дубров, Роскосмос Перший політ     | Петро Дубров, Роскосмос Перший політ     | Петро Дубров, Роскосмос Перший політ                |                                                     |                                                     |
| Бортінженер 6                    | Марк Ванде Хей, НАСА Другий політ      | Марк Ванде Хей, НАСА Другий політ        | Марк Ванде Хей, НАСА Другий політ        | Марк Ванде Хей, НАСА Другий політ                   |                                                     |                                                     |
| Бортінженер 7                    |                                        | Роберт Шейн Кімбро, НАСА Третій політ    | Роберт Шейн Кімбро, НАСА Третій політ    | Роберт Шейн Кімбро, НАСА Третій політ               |                                                     |                                                     |
| Бортінженер 8                    |                                        | Кетрін Меган Макартур, НАСА Другий політ | Кетрін Меган Макартур, НАСА Другий політ | Кетрін Меган Макартур, НАСА Другий політ            |                                                     |                                                     |
| Бортінженер 9 Командир 2.05—4.10 |                                        | Акіхіко Хосіде, JAXA Третій політ        | Акіхіко Хосіде, JAXA Третій політ        | Акіхіко Хосіде, JAXA Третій політ                   |                                                     |                                                     |
| Бортінженер 10 Командир 5—17.10  |                                        | Тома Песке, ЄКА Другий політ             | Тома Песке, ЄКА Другий політ             | Тома Песке, ЄКА Другий політ                        |                                                     |                                                     |
| Бортінженер 11                   |                                        |                                          |                                          | Антон Шкаплеров, НАСА Четвертий політ               | Антон Шкаплеров, НАСА Четвертий політ               | Антон Шкаплеров, НАСА Четвертий політ               |
| Бортінженер 12                   |                                        |                                          |                                          | Клим Шипенко, Перший канал Перший політ             | Клим Шипенко, Перший канал Перший політ             | Клим Шипенко, Перший канал Перший політ             |
| Бортінженер 13                   |                                        |                                          |                                          | Пересільд Юлія Сергіївна, Перший канал Перший політ | Пересільд Юлія Сергіївна, Перший канал Перший політ | Пересільд Юлія Сергіївна, Перший канал Перший політ |

## Етапи місії

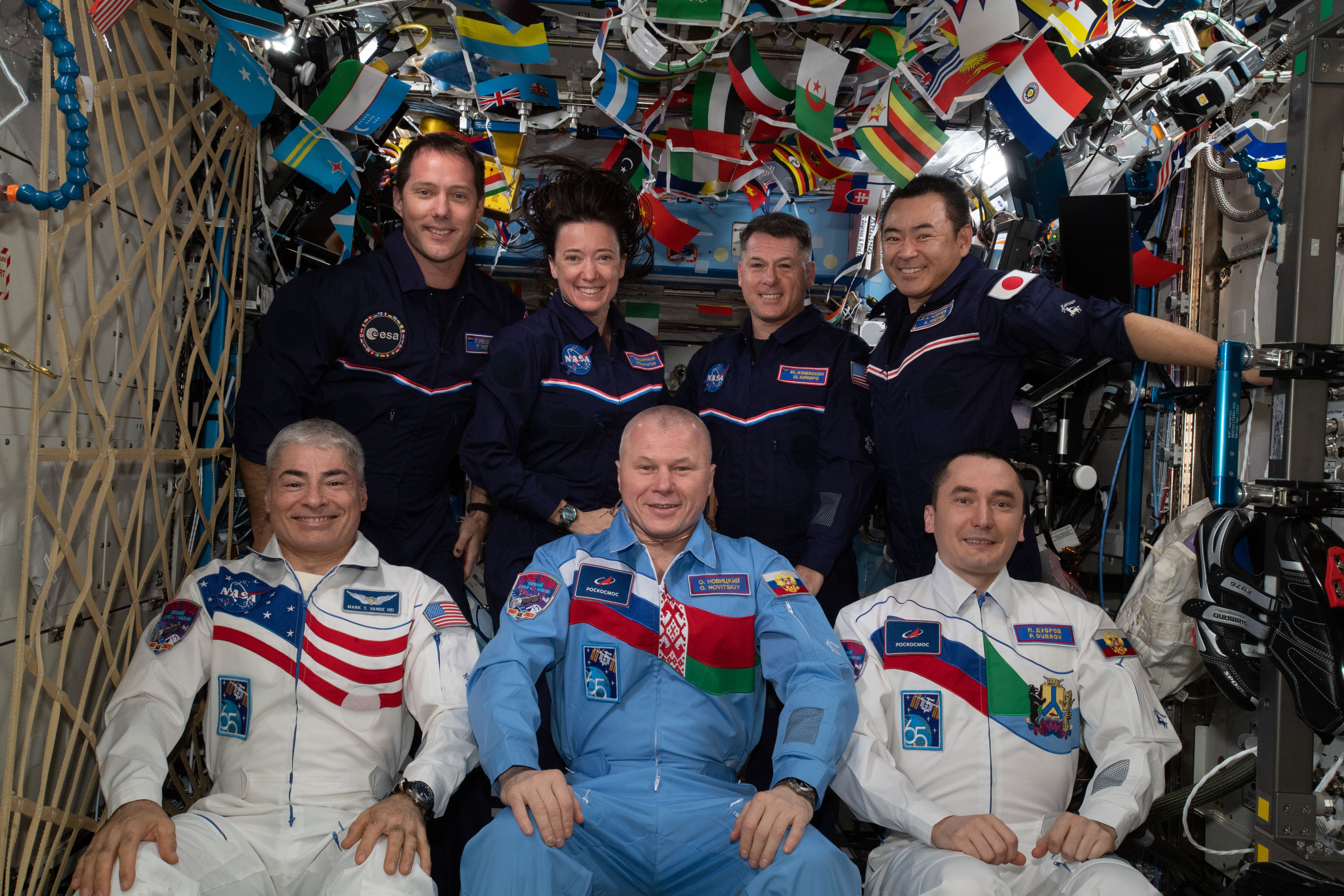
Екіпаж 10.07.2021

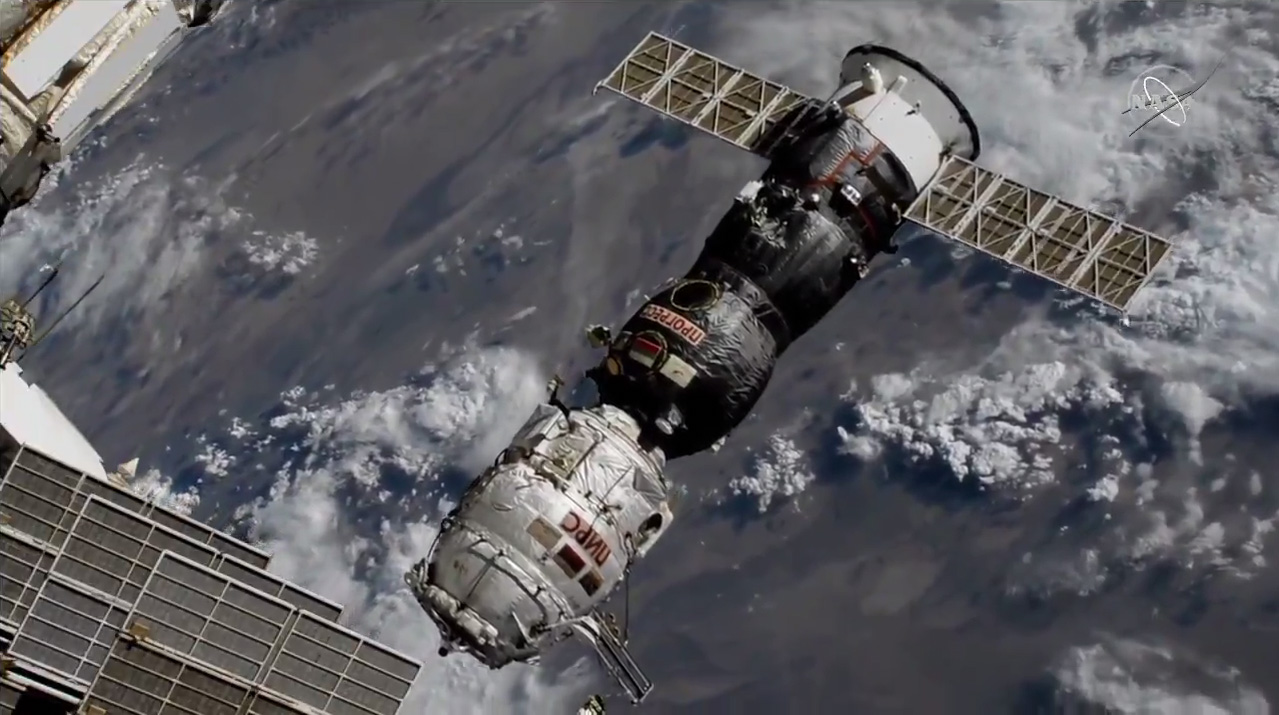
Від'єднання порту «Пірс» та корабля Прогрес МС-16 від МКС. 26.07.2021

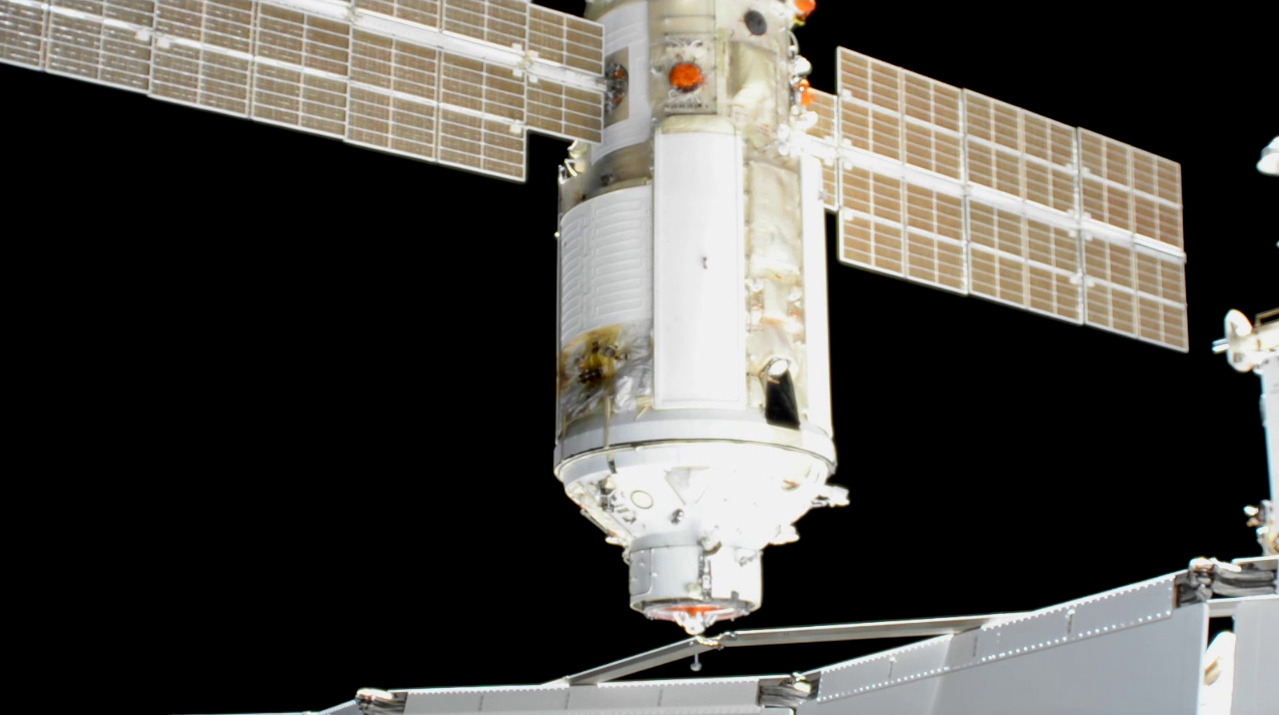
Модуль «Наука» під час стикування з МКС. 29.07.2021

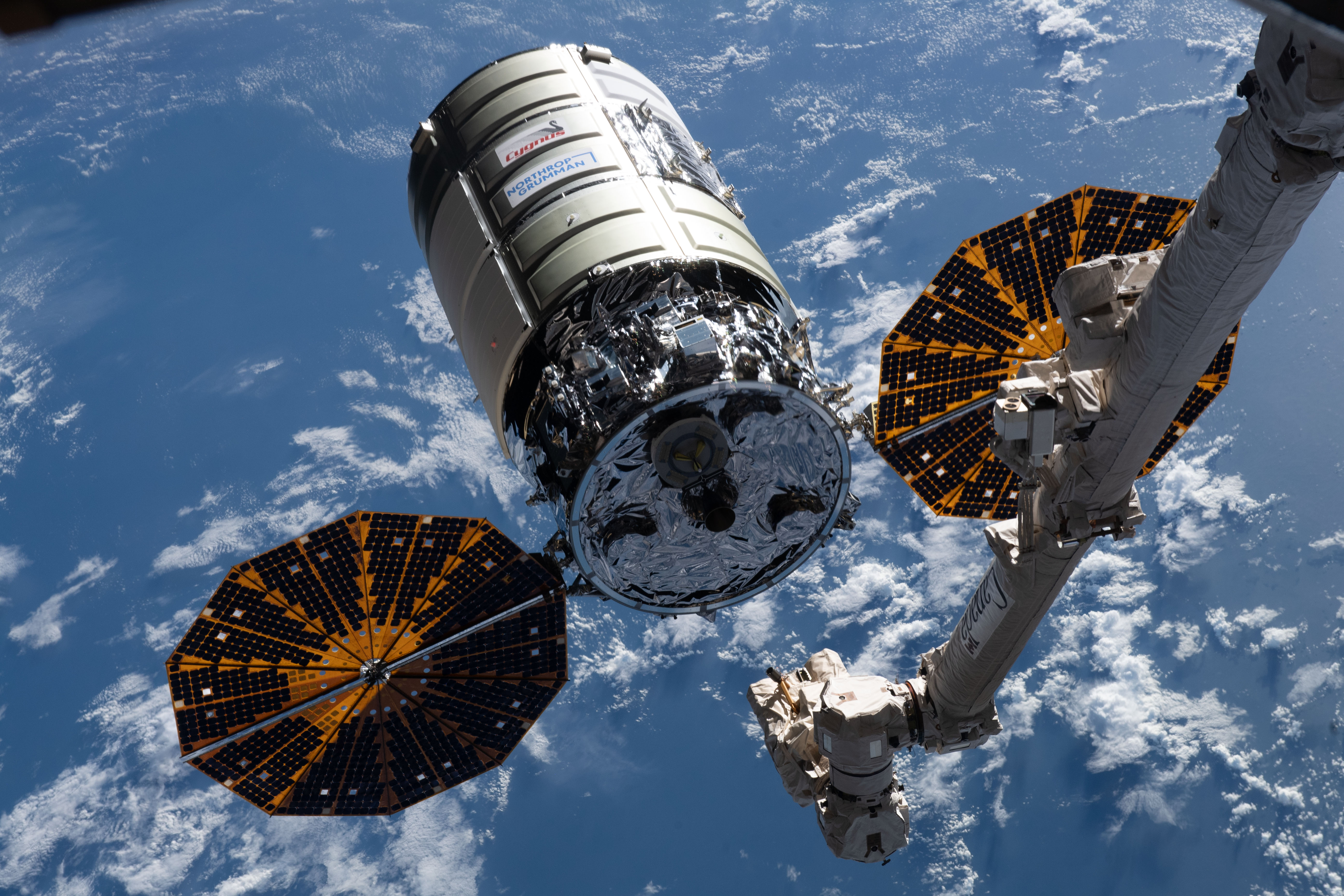
Cygnus NG-16 під час стикування зі станцією. 12.08.2021

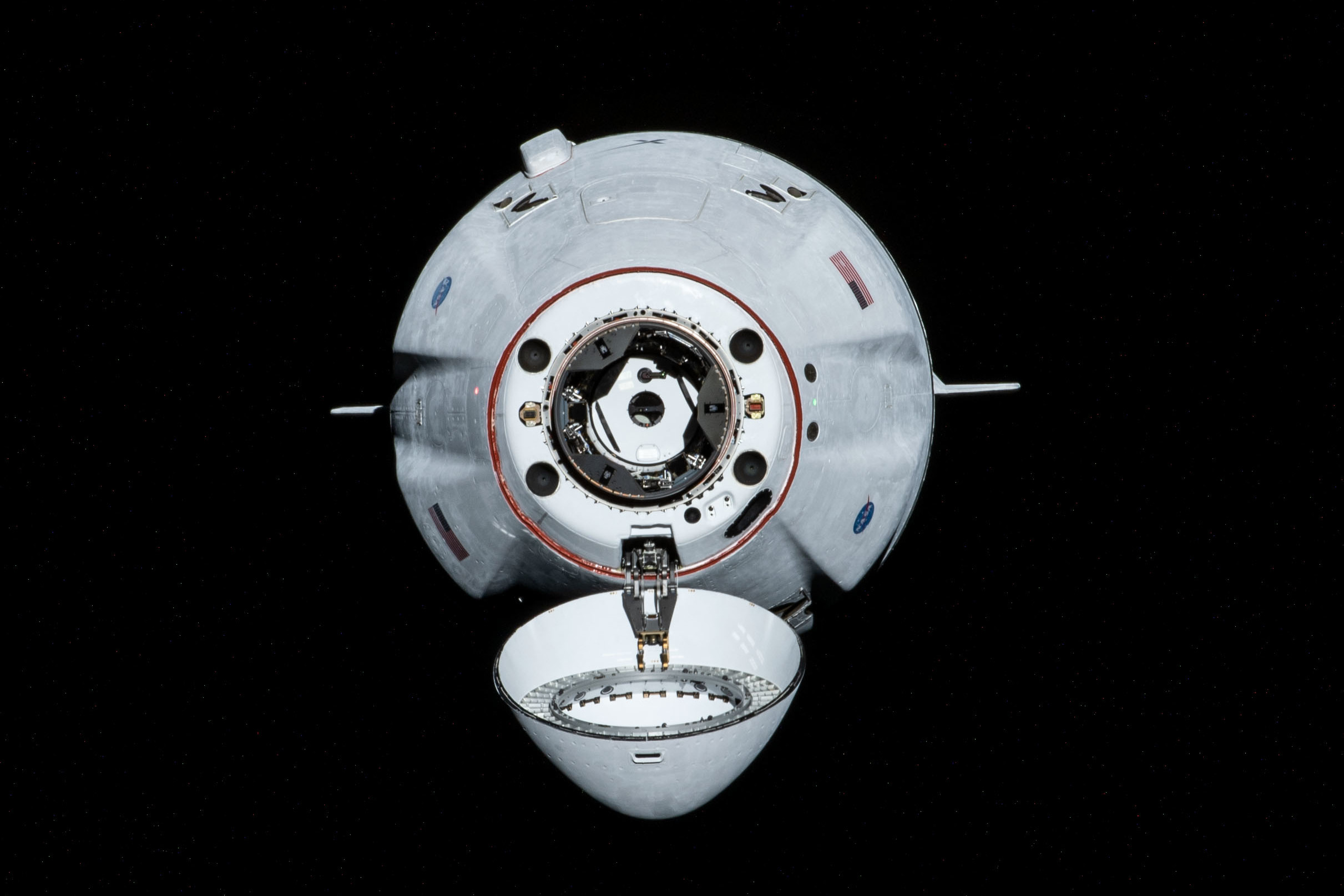
SpaceX CRS-23 під час зближення зі станцією. 30.08.2021

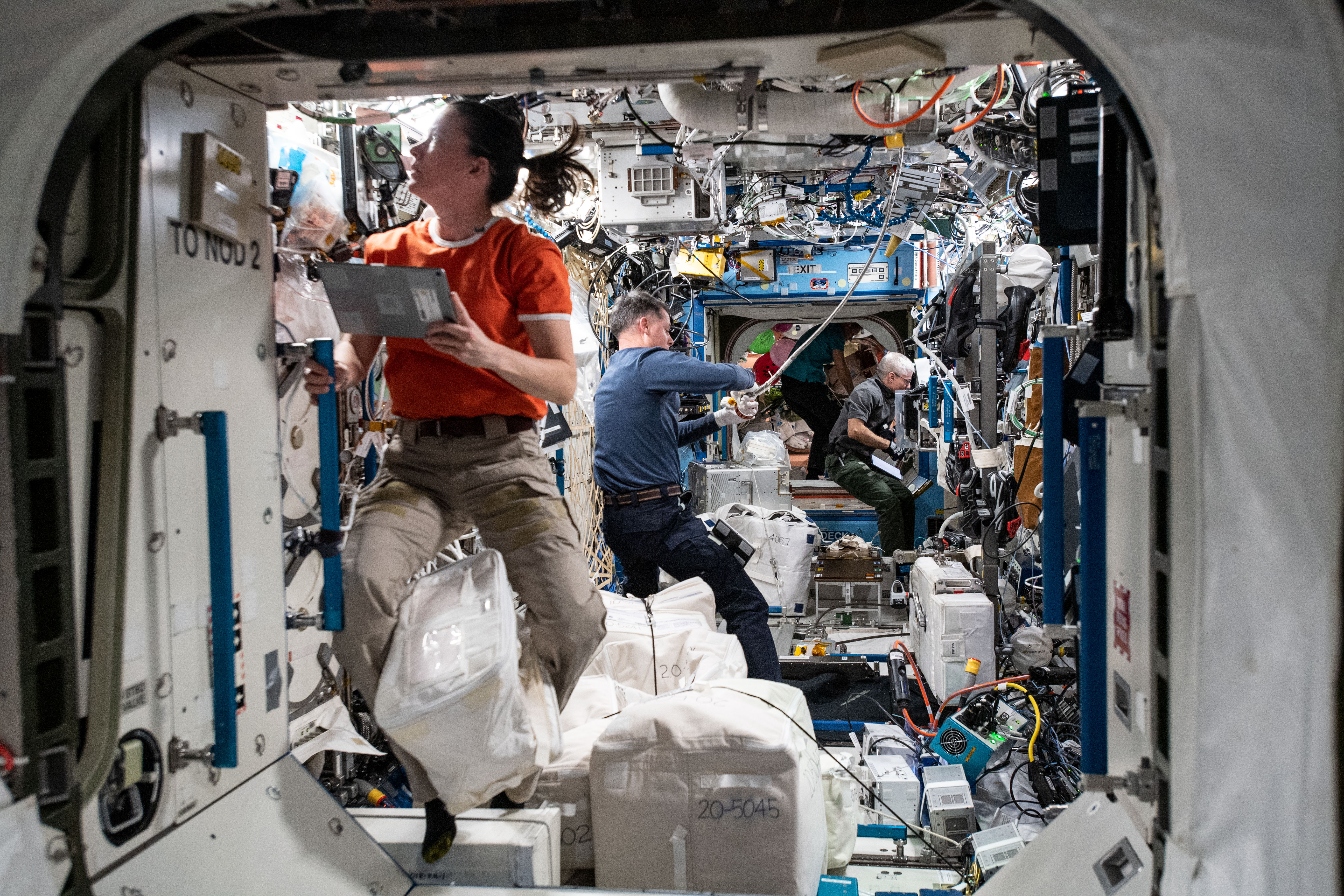
Космонавти НАСА під час роботи в науковому модулі «Дестіні». 3.09.2021

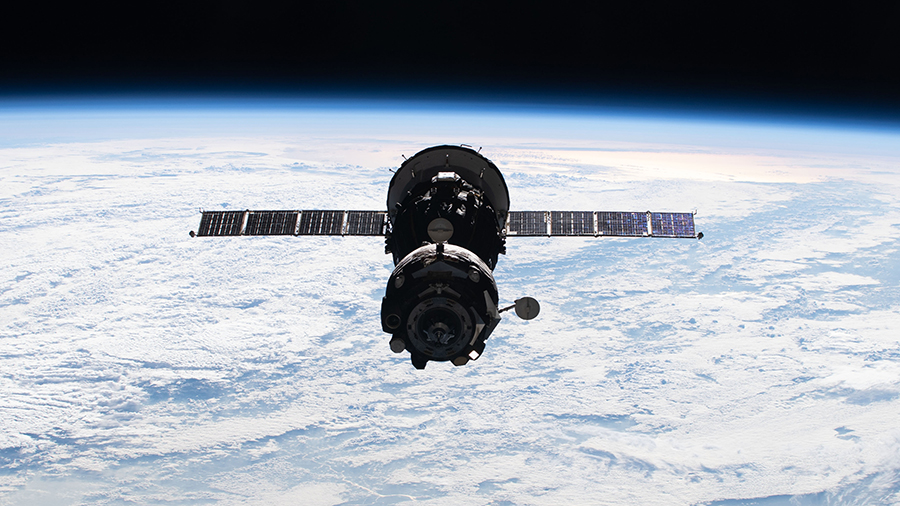
Корабель Союз МС-18 під час перестикування на станції. 28.09.2021

17 квітня 2021 року о 01:34 (UTC) корабель Союз МС-17 із трьома космонавтами на борту (Сергій Рижков, Сергій Кудь-Свєрчков, Кетлін Рубінс) відстикувався від станції. З цього моменту розпочалась робота 65-ї експедиції.
24 квітня о 09:08 (UTC) корабель SpaceX Crew-2 із чотирма космонавтами на борту (Роберт Кімбро, Кетрін Макартур, Акіхіко Хосіде Тома Песке) пристикувався до станції. Він стартував з мису Канаверал напередодні. Екіпаж 65-ї експедиції став нараховувати 11 осіб..
27 квітня американська космонавтка Шеннон Вокер передала командування МКС японцю Акіхіко Хосіде.
2 травня 0 8:35 (UTC) корабель SpaceX Crew-1 із чотирма космонавтами на борту (Майкл Гопкінс, Віктор Гловер, Ногуті Соїті та Шеннон Вокер) відстикувався від станції та за декілька годин успішно приводнився біля берегів США. У складі 65-ї експедиції продовжили працювати 7 космонавтів..
2 червня російські космонавти Олег Новицький та Петро Дубров здійснили вихід у відкритий космос тривалістю 7 год. 19 хв. Під час нього виконано поточні роботи щодо підтримання станції, встановлено обладнання для проведення наукових експериментів та здійснено підготовку до подальшого стикування модуля Наука..
5 червня о 09:09 (UTC) до МКС пристикувався вантажний корабель SpaceX CRS-22. Він доставив на борт 3328 кг корисного навантаження, серед нього — продукти харчування, матеріали для наукових досліджень, обладнання і деталі станції, 3 малих супутника.
16 червня космонавти Роберт Кімбро і Тома Песке здійснили вихід у відкритий космос тривалістю 7 год. 15 хв., у ході якого почали встановлювати нову панель сонячної батареї.
20 червня космонавти Роберт Кімбро і Тома Песке під час робіт у відкритому космосі завершили встановлення нової панелі сонячної батареї. Роботи тривали 6 год. 28 хв.
29 червня о 16:32 (UTC) за допомогою крана Канадарм2 від станції було від'єднано вантажний корабель Cygnus місії NG-15. Він був пристикований до МКС протягом 127 діб.
2 липня вантажний корабель Прогрес МС-17 пристикувався до станції. Його було запущено 30 червня та він доставив на борт МКС понад 2,5 тонн корисного навантаження. У тому числі: паливо, питну воду, кисень та 1509 кг різноманітного обладнання, продукти харчування тощо.
8 липня о 14:45 (UTC) вантажний корабель SpaceX CRS-22 від'єднався від станції. Він перебував пристикованим до МКС протягом 33 днів та поверне на Землю результати наукових експериментів.
26 липня о 14:51 (UTC) зв'язка зі стикувального модуля «Пірс» та вантажного корабля Прогрес МС-16 від'єдналась від модуля «Звєзда» станції. Модуль «Пірс» перебував у складі МКС з 2001 року. Він став першим модулем, під'єднаним від станції. Дана операція дозволила звільнити стикувальний вузол модуля «Звєзда» для подальшого стикування модуля «Наука». Модуль «Пірс» та корабель Прогрес МС-16 за декілька годин згоріли у щільних шарах атмосфери.
29 липня о 13:29:01 (UTC) до МКС пристикувався російський багатоцільовий лабораторний модуль «Наука». Його було запущено на орбіту 21 липня. Через 2 години після стикування на модулі «Наука» стався інцидент, пов'язаний із позаплановим ввімкненням його двигунів; це призвело до втрати орієнтації МКС та зв'язку з Центром управління польотами. Двигуни модуля вимкнулися лише після закінчення палива. Для відновлення орієнтації МКС були задіяні двигуни модуля «Звєзда» та вантажного корабля «Прогрес».
12 серпня о 10:07 (UTC) до станції пристикувався вантажний корабель Cygnus місії NG-16 — спочатку його було захоплено краном-маніпулятором Канадарм2, а потім приєднано до модуля Юніті. Корабель доставив до МКС 3723 кг корисного вантажу, серед якого — продукти харчування і речі для екіпажу, матеріали для наукових досліджень, обладнання і деталі станції тощо..
30 серпня о 14:42 (UTC) до МКС пристикувався вантажний корабель SpaceX CRS-23. Стикування відбулось в автоматичному режимі під контролем астронавтів НАСА Шейн Кімбро і Меган Макартур. Корабель доставив до станції понад 2207 кг корисного навантаження, серед якого — матеріали для наукових досліджень, продукти харчування тощо.
3 вересня російські космонавти Олег Новицький і Петро Дубров здійснили вихід у відкритий космос тривалістю 7 год. 54 хв. Вони здійснювали роботи щодо інтеграції до МКС нещодавно пристикованого модуля «Наука».
9 вересня російські космонавти Олег Новицький і Петро Дубров здійснили вихід у відкритий космос у рамках продовження інтеграції до МКС модуля «Наука». Роботи тривали 7 год. 20 хв.
12 вересня космонавти Акіхіко Хосіде і Тома Песке здійснили вихів у відкритий космос, що тривав 6 год. 54 хв..
28 вересня здійснено перестиковку корабля Союз МС-18 з модуля «Рассвєт» до модуля «Наука». Для цього троє космонавтів (Олег Новицький, Петро Дубров та Марк Ванде Хей) зайняли свої місця в кораблі Союз МС-18, який відстикувався від станції та облетів її протягом 42 хвилин. Перестикування було потрібне для подальшого звільнення стикувального порту модуля «Рассвєт» для корабля Союз МС-19.
30 вересня вантажний корабель SpaceX CRS-23 від'єднався від станції. На його борту результати наукових експериментів, які повинні повернутись на Землю вже 1 жовтня..
4 жовтня японський космонавт Акіхіко Хосіде передав командування МКС французу Тому Песке.
5 жовтня о 12:22 (UTC) до станції пристикувався корабель Союз МС-19 із трьома людьми на борту — космонавтом Роскосмоса Антоном Шкаплеровим, кінорежисером Климом Шипенком та актрисою Юлією Пересільд. Корабель було запущено того ж дня з Байконура, зближення відбулось протягом менше ніж 3,5 години. На борту МКС стало 10 осіб. Планується, що К. Шипенко та Ю. Пересільд будуть здійснювати на борту станції зйомки фільму «Виклик».
15 жовтня МКС тимчасово втратила орієнтацію в просторі при тестуванні двигунів російського пілотованого корабля Союз МС-18
17 жовтня 01:14:05 (UTC) корабель Союз МС-18 із трьома космонавтами на борту (Олег Новицький, Клим  Шипенко і Юлія Пересільд) від'єднався від станції та за декілька годин успішно приземлився на території Казахстану. На борту МКС залишилось працювати 7 космонавтів у складі експедиції-66.